# Hiroshi Suzuki (Schwimmer)
Hiroshi Suzuki (jap. 鈴木 弘 Suzuki Hiroshi; * 18. September 1933 in der Präfektur Aichi) ist ein ehemaliger japanischer Schwimmer.
Suzuki nahm erstmals 1952 an den Olympischen Spielen in Helsinki teil. Dort gewann er über 100 m Freistil und mit der Staffel über 4 × 200 m Freistil Silber. Im Finale über die Einzeldistanz schwamm er dieselbe Zeit wie der Goldmedaillengewinner Clarke Scholes – die Kampfrichter entschieden aber zugunsten des US-Amerikaners. In den selbigen Disziplinen errang der Japaner bei den Asienspielen 1954 in Manila Gold. 1956 trat er erneut bei den Olympischen Spielen an. In Melbourne wurde er mit der Staffel über 4 × 200 m Freistil Vierter, im Einzelwettbewerb über 100 m Freistil erreichte er das Halbfinale.